# Mikołaj Sokołowski
Mikołaj Mariusz Sokołowski – polski literaturoznawca, dr hab. nauk humanistycznych, profesor Instytutu Badań Literackich Polskiej Akademii Nauk.

## Życiorys
24 czerwca 2003 obronił pracę doktorską "Król Duch" Juliusza Słowackiego a epopeja słowiańska. Wybrane zagadnienia, 27 czerwca 2006 habilitował się na podstawie pracy zatytułowanej Idee dodatkowe. Mickiewicz i włoski sensualizm. 24 kwietnia 2012 uzyskał tytuł profesora nauk humanistycznych. Został zatrudniony na stanowisku zastępcy dyrektora w Instytucie Badań Literackich Polskiej Akademii Nauk.
Był dyrektorem Instytutu Badań Literackich Polskiej Akademii Nauk, oraz członkiem Rady Dyrektorów Jednostek Naukowych Akademii PAN.
Awansował na stanowisko profesora w Instytucie Badań Literackich Polskiej Akademii Nauk.